# Экштейн, Густав
Густав Экштейн (нем. Gustav Eckstein; 19 февраля 1875, Вена — 27 июля 1916, Цюрих) — австрийский журналист, социал-демократ, теоретик австромарксизма.

## Биография
Экштейн происходил из буржуазной еврейской семьи. Его отец Альберт был химиком и изобретателем, а мать Амелия — домохозяйкой. У Густава было шестеро сестёр и три брата, в том числе теософ Фридрих Экштейн, активистка борьбы за права женщин Эмма Экштейн и писатель-социалист Тереза Шлезингер.
С 1897 года он был вовлечён в социал-демократическое движение, сотрудничал в журнале «Die Neue Zeit». Экштейн считается одним из основоположников австромарксизма. Он написал несколько фундаментальных трудов по теории австромарксизма.